# Fort Wayne Pistons 1950-1951
La stagione 1950-51 dei Fort Wayne Pistons fu la 2ª nella NBA per la franchigia.
I Fort Wayne Pistons arrivarono terzi nella Western Division con un record di 32-36. Nei play-off persero la semifinale di division con i Rochester Royals (2-1).

## Roster
| N°   | Naz.                   | Ruolo | Sportivo        | Anno | Alt. | Peso |
| ---- | ---------------------- | ----- | --------------- | ---- | ---- | ---- |
| 3    | Stati Uniti (bandiera) | GA    | Curly Armstrong | 1918 | 180  | 77   |
| 4    | Stati Uniti (bandiera) | G     | John Oldham     | 1923 | 191  | 79   |
| 5    | Stati Uniti (bandiera) | G     | Ralph Johnson   | 1921 | 180  | 77   |
| 6    | Stati Uniti (bandiera) | G     | Duane Klueh     | 1926 | 191  | 79   |
| 8    | Stati Uniti (bandiera) | A     | Fred Schaus     | 1925 | 196  | 93   |
| 9    | Stati Uniti (bandiera) | AC    | Bob Harris      | 1927 | 201  | 88   |
| 9    | Stati Uniti (bandiera) | GA    | Ken Murray      | 1928 | 188  | 86   |
| 10   | Stati Uniti (bandiera) | AC    | Bob Carpenter   | 1917 | 196  | 91   |
| 10   | Stati Uniti (bandiera) | AC    | Dick Mehen      | 1922 | 196  | 88   |
| 12   | Stati Uniti (bandiera) | A     | Art Burris      | 1924 | 196  | 100  |
| 14   | Stati Uniti (bandiera) | GA    | John Hargis     | 1920 | 188  | 82   |
| 15   | Stati Uniti (bandiera) | AC    | Jack Kerris     | 1925 | 198  | 98   |
| 16   | Stati Uniti (bandiera) | AC    | Larry Foust     | 1928 | 206  | 98   |
| 17   | Stati Uniti (bandiera) | C     | Don Otten       | 1921 | 208  | 109  |
| 17-9 | Stati Uniti (bandiera) | A     | Jim Riffey      | 1923 | 193  | 91   |

## Staff tecnico
- Allenatore: Murray Mendenhall